# Famille Babington

Arms of Babington: Argent, ten torteaux in chief a label of three points azure

La famille Babington (parfois  Babbington) est une famille anglaise et anglo-irlandaise descendant de Sir John de Babington , seigneur du manoir de Babington (maintenant Bavington), dans le Northumberland, qui vit en 1178,,,.
La famille est principalement propriétaire dans le Derbyshire (héritage de Dethick), le Northumberland, le Leicestershire, le comté de Cork , le Comté de Donegal et le Comté de Londonderry. Les fiefs familiaux comprennent Rothley Court, le Manoir de Dethick, Creevagh House, Roe Park House, Chilwell Hall, Curborough Hall et Packington Hall. La famille produit régulièrement des notables qui occupent successivement des postes tels que High Sheriff, Lord Lieutenant et Membre du Parlement, ,,,.

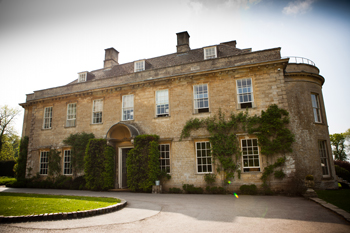
Babington House à Babington, Somerset, occupe le site d'une des premières possessions de la famille Babington.

## Histoire
Sir John de Babington, seigneur du manoir de Babington, est mentionné dans le comté de Northumberland en 1178.
 Sir John de Babington  (1304-1353), un arrière-arrière-petit-fils du premier Sir John enregistré, est capitaine en chef de Morlaix en Bretagne, pendant le règne du roi Édouard III. Il est enterré dans le monastère des Frères-Blancs à Morlaix. On dit que son fils, Sir John de Babington(1335-1409) s'est exclamé en Normand-Français : «foy est tout», après avoir été choisi par le roi Henri IV pour une mission dangereuse en France, ce qui devient la devise de la famille.
Son fils,  Thomas Babington de Dethick  (mort en 1464) combat avec le roi Henry V à la Bataille d'Azincourt.
Sir John Babington de Dethick (1423-1485), est tué à la Bataille de Bosworth en 1485, en combattant pour le Roi Richard III,,,,.
Un des autres fils de Thomas, William Babington (1370-1455) établit une branche des Babington à Chilwell et à Kiddington.
Thomas Babington de Dethick (décédé le 13 mars 1518), fils de John Babington (mort en 1485), de sir John Babington de Dethick et d'Isabel Bradbourne (1427-1486), et de sa femme Editha FitzHerbert (décédée en 1511), fille de Ralph Fitzherbert, poursuit la lignée familiale à Dethick, tout comme le fils de Thomas, sir Anthony Babington (1476-1536).
Le cinquième fils de Thomas,  Humphrey Babington de Rothley Temple  commence la branche de la famille implantée à Rothley Temple.
Brutus Babington, l'arrière-petit-fils de sir Anthony Babington est nommé évêque de Derry par Jacques Ier. Il est l'ancêtre de la branche anglo-irlandaise des Babington,,.

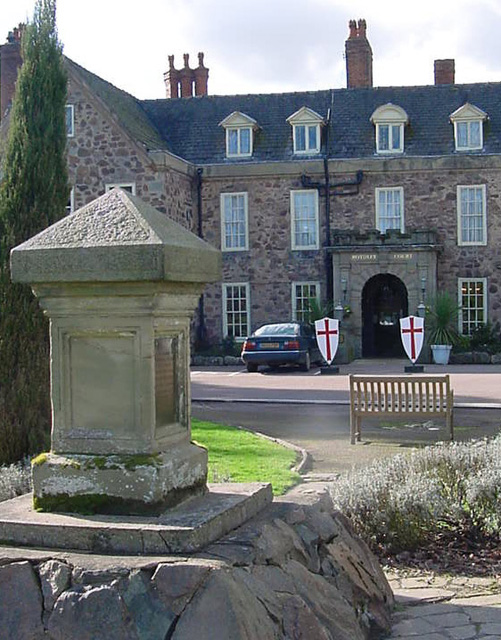
Rothley Court.
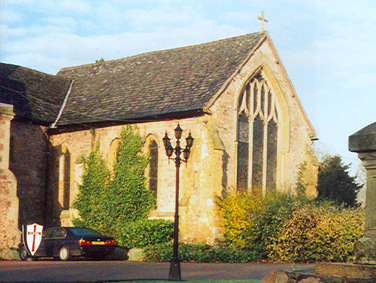
Rothley Temple.
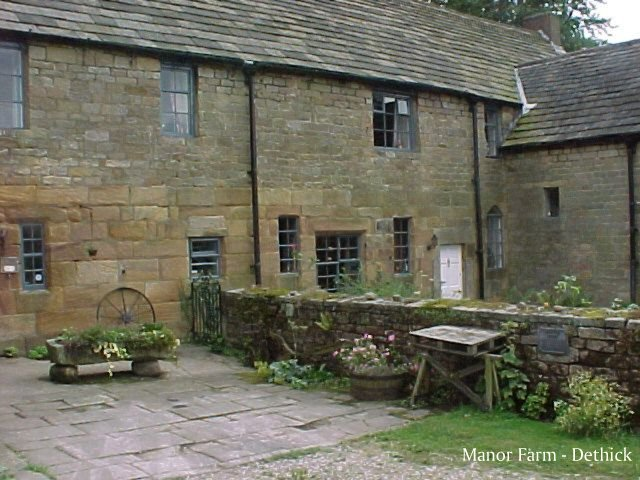
Dethick Manor.
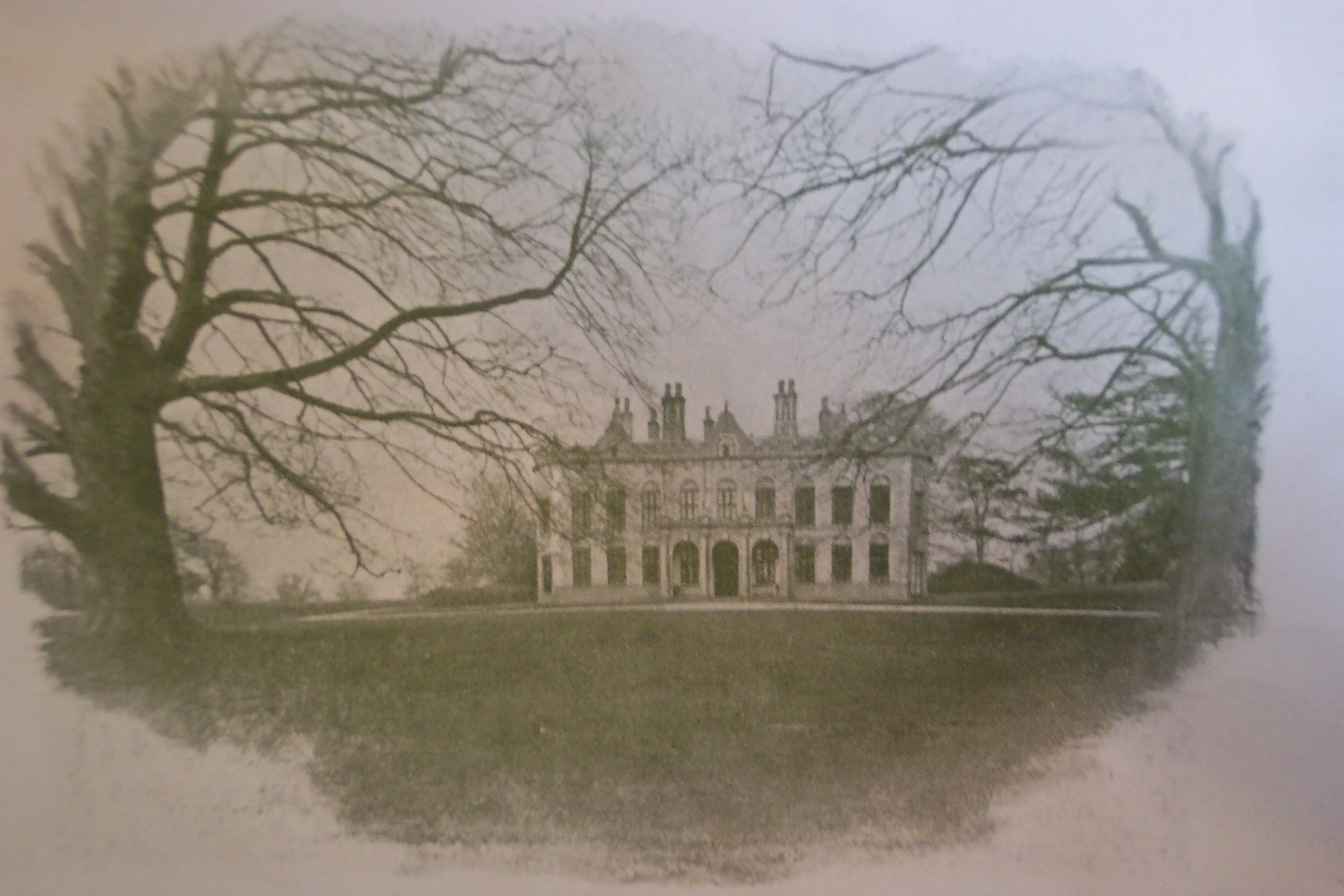
Packington Hall dans le Staffordshire.

## Les Babington de Chilwell et Kiddington
Sir William Babington, Chef Baron de l'Échiquier, épouse Margery Martell et vit à Chilwell Hall. Son fils, William Babington (1339-1474) est haut shérif du Nottinghamshire, du Derbyshire et des forêts royales en 1456. Le fils de William (1339-1474) est sir John Babington (1425-1501), qui combat pour Richard III à la bataille de Bosworth aux côtés de son cousin John Babington (mort en 1485). John Babington de Dethick et Henry VI à la Bataille de Stoke Field. Sa fille Etheldena Babington épouse Sir John Delves et sa fille Ellen épouse Robert Sheffield.
Robert Babington (1402-1464), un autre fils de Sir William Babington, épouse Maulde Venour. Son fils William Babington (né vers 1442) est gardien de la prison de la flotte et gardien du Palais de Westminster, les deux postes sont successivement détenus par cette branche des Babington.
Philip Babington (1632-1690), l'arrière-arrière-arrière-arrière-petit-fils de William Babington (né vers 1442) est gouverneur de Berwick-upon-Tweed de 1689 à 1960 et député pour Berwick-upon-Tweed de 1689 à 1690. Guillaume III d'Angleterre le décrit comme « un homme très prudent et honorable, et assurément un très brave et excellent officier - même l'un des meilleurs de sa nation qui m'ait servi jusqu'ici ».

## Les Babington de Dethick
Les Babington héritent de Dethick Manor par le mariage de Thomas Babington (mort en 1464) avec Isabel Dethick (fille de Robert Dethick), à la mort de Robert en 1403. Thomas et Isabel (née Dethick) ont deux enfants : Sir John Babington de Dethick et William Babington qui est président de l'Ordre de Saint Benoît en Angleterre. Sir Anthony Babington, le petit-fils de Sir John (décédé en 1485) qui possède également des terres à Kingston, est député de Nottingham de 1529 à 1536,.
Le fils de Sir Anthony, Thomas (mort le 21 avril 1560), par sa première femme Elizabeth Ormond (décédée le 28 novembre 1505), est juge de paix dans le Derbyshire en 1558. Il épouse Katherine Sacheverell, avec qui il a notamment Henry Babington, « Bab Rothley » (ce dernier épouse Mary Darcy, fille de George Darcy, 1er baron Darcy d'Aston, la mère d'Anthony Babington et de Maud Babington qui épouse Christopher Plunkett, 8e baron de Dunsay, entre autres). Un autre fils de la première épouse de Sir Anthony, Elizabeth, Bernard est le père du Right Reverend Gervase Babington.

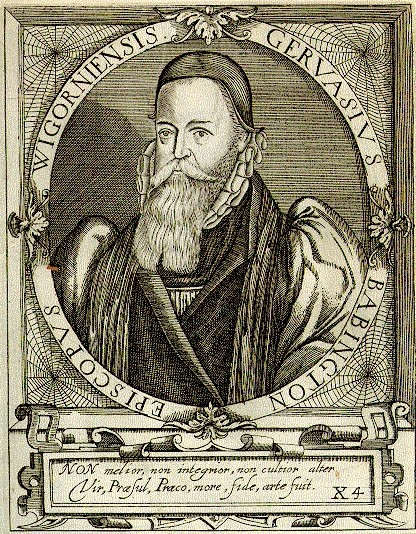
Le Right Reverend Gervase Babington

Gervase Babington sert dans l'Église d'Angleterre de 1591 à 1610 et est évêque de Llandaff (1591-1594), évêque d'Exeter (1594-1597) et évêque de Worcester de 1597-1610.
Mgr Babington est un participant de la Conférence d'Hampton Court et apporte ses idées à la Lord's Prayer, aux Dix Commandements et à la Torah.

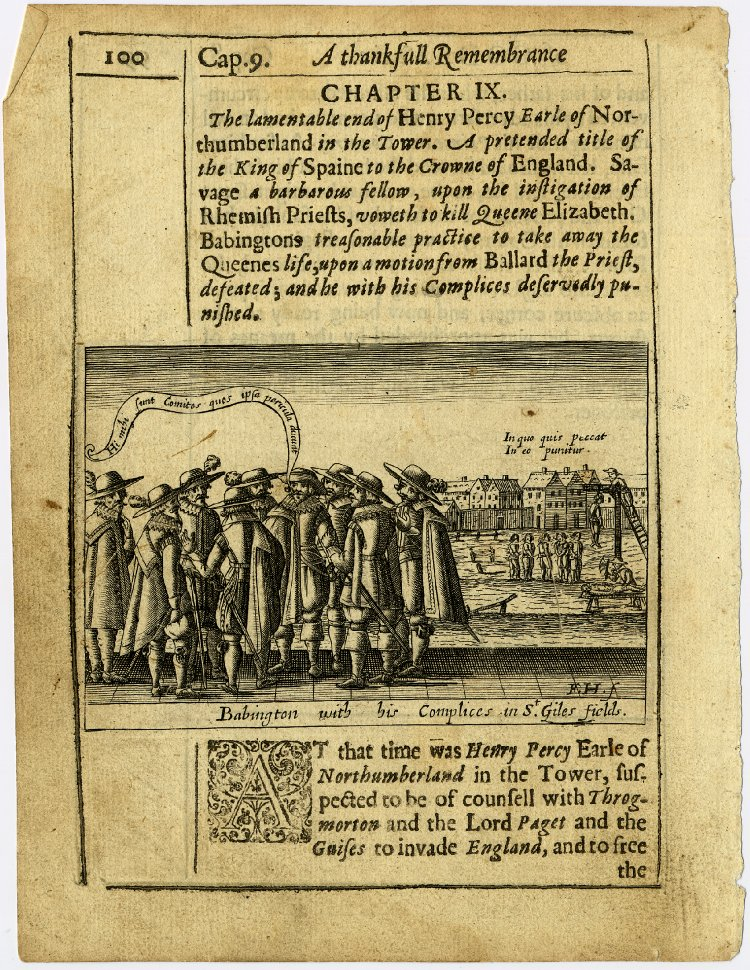
Anthony Babington et ses co-conspirateurs en réunion avant le début du Babington Plot.

Anthony Babington (mort en 1586) est le meneur de ce que l'on appelle la "Conspiration de Babington" qui vise à remplacer la reine protestante Elizabeth I par la catholique Marie Ire, reine d'Écosse. L'intrigue conduit à l'exécution d'Anthony Babington et la reine Mary, avec d'autres conspirateurs,.
À la suite de l'exécution d'Anthony Babington en 1586, les terres de Dethick et de Kingston passent à son frère cadet, Francis, qui en vend la plus grande partie à Gilbert Talbot, 7e comte de Shrewsbury et mourut en 1618, passant les terres restantes à son frère cadet George, qui en vend le reste.

## Les Babington de Rothley Temple
Les Babington acquièrent Rothley Temple à l'époque d'Humphrey Babington (1491-1544) qui épouse Eleanor Beaumont et obtient notamment le nom de Thomas Babington de Rothley Temple (1516-1567). Ils se joignent à la tentative de placer Lady Jane Gray sur le trône, mais finissent par payer une amende à Mary Ire d'Angleterre. Ainsi que Francis Babington (mort en 1569) qui est vice-chancelier de l'Université d'Oxford de 1560 à 1562 et aumônier de Robert Dudley, 1er comte de Leicester.
Thomas Babington de Rothley Temple (1516-1567), précité, épouse Eleanor Humfrey (1520-1578) et a une descendance. Un de ses fils, Zachary Babington (né en 1549), est archidiacre de Nottingham. Il est l'arrière-arrière-grand-père de Zachary Babington (mort en 1745) et est haut shérif de Staffordshire entre 1713-1724.
Un autre fils, Humphrey Babington de Rothley Temple (1544-1610), épouse Margaret Cave (mort en 1629) et est le père de Thomas Babington de Rothley Temple (1627-1645), entre autres, dont le fils Matthew Babington (1612-1669) est député de Leicestershire en 1660.

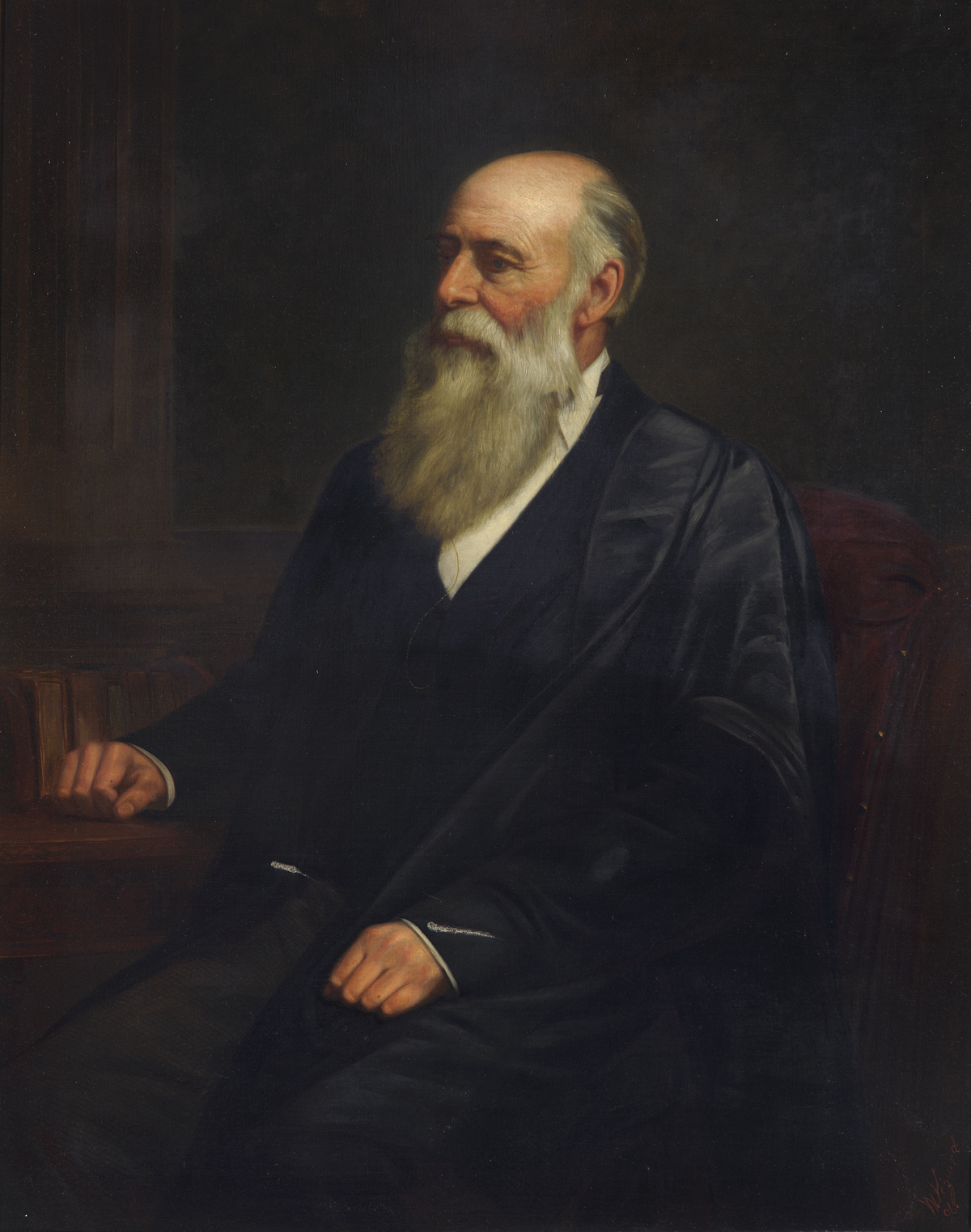
Cardale Babington par Worthy Vizard.

Matthew Babington de Rothley Temple (1612-1669) épouse Anne Hopkins et a quatre fils et huit filles, dont Thomas Babington de Rothley Temple (1635-1708), le député de Leicester en 1685 et 1689.
Thomas épouse Margaret Hall et a plusieurs enfants, notamment Frances Babington, épouse de Sir Joseph Danvers, 1er baronnet, et Thomas Babington de Rothley Temple (1682 -1745), qui est l'époux de Lydia Cardale le 9 janvier 1758.
Parmi les enfants de Thomas Babington et Lydia Cardale figurent Thomas Babington, un membre de la Clapham Sect, député à Leicester de 1800-1818, un militant de renom contre l'esclavage, le révérend Matthew Babington (1761-1796), grand-père de Churchill Babington (le botaniste dont la publication  Le caractère du clergé de M. Macaulay (1849), une défense du clergé du 17e siècle, reçoit l'approbation de Gladstone), Joseph Babington (1768-1826), père de Cardale Babington (le botaniste et archéologue, un contemporain de Charles Darwin alors qu'il est à Cambridge en 1829) et Mary Babington (1760-1841) qui a épousé Thomas Gisborne.
Thomas Babington, député de Leicester de 1800 à 1818, épouse Jean Macaulay, sœur de Zachary Macaulay et tante de Thomas Babington Macaulay.
Leur fils aîné, Thomas Gisborne Babington de Rothley Temple (1788-1871) est aussi membre de la Clapham Sect et a plusieurs enfants avec ses deux femmes, Augusta Julia Noel (fille de Sir Gerard Noel, 2e baronnet) et Augusta Felicita Françoise Thérèse Hubertin Vecqueray (fille de Francis Gerard Vecqueray, un des secrétaires d'État auprès du Roi de Prusse pour son Grand-Duché du Rhin), et vend finalement Rothley Temple en 1845 à son beau-frère Sir James Parker, qui est marié à sa sœur Mary Babington, dont le fils Harry Rainy Parker vend Rothley en 1893 .
Susan Emma Parker (1835-1913), fille de Sir James Parker et de Mary Babington, épouse Archibald Smith en 1853. L'un de leurs fils, Henry (plus tard Henry Babington Smith) change son nom de famille en  Babington Smith et ses descendants utilisent maintenant ce nom de famille.
George Babington Parker, également enfant de Sir James Parker et de Mary Babington, est député de Gladstone] Nouvelle-Zélande de 1871 à 1875.

## Les Babington d'Irlande
Les Babington s'installent d'abord en Irlande en 1610, lorsque Brutus Babington (1558-1611), l'arrière-petit-fils de sir Anthony Babington est nommé évêque de Derry par Jacques Ier , ,.
Brutus est le fils de Richard Babington (1530-1586), lui-même le fils de Richard Babington (1507-1550) (lui-même le fils de sir Anthony Babington et Catherine Ferrers) et Margaret Croxton (né en 1505), et sa femme Anne Starkey (1527-1564), fille de Richard Starkey (1514-1566) et Jane Legh (1507-1589), dont la mère Elizabeth Brereton est de la même famille que William Brereton (1er baron Brereton),.
Brutus Babington épouse Joan Byrd (1562-1611), fille de John Byrd et d'Elizabeth Bine et tante de John Byrd (vers 1620-1677) (dont le petit-fils est William Byrd II), et a trois enfants. Le fils de Brutus (décédé en 1611), Edwin, est Grand shérif de la ville de Londonderry en 1608.

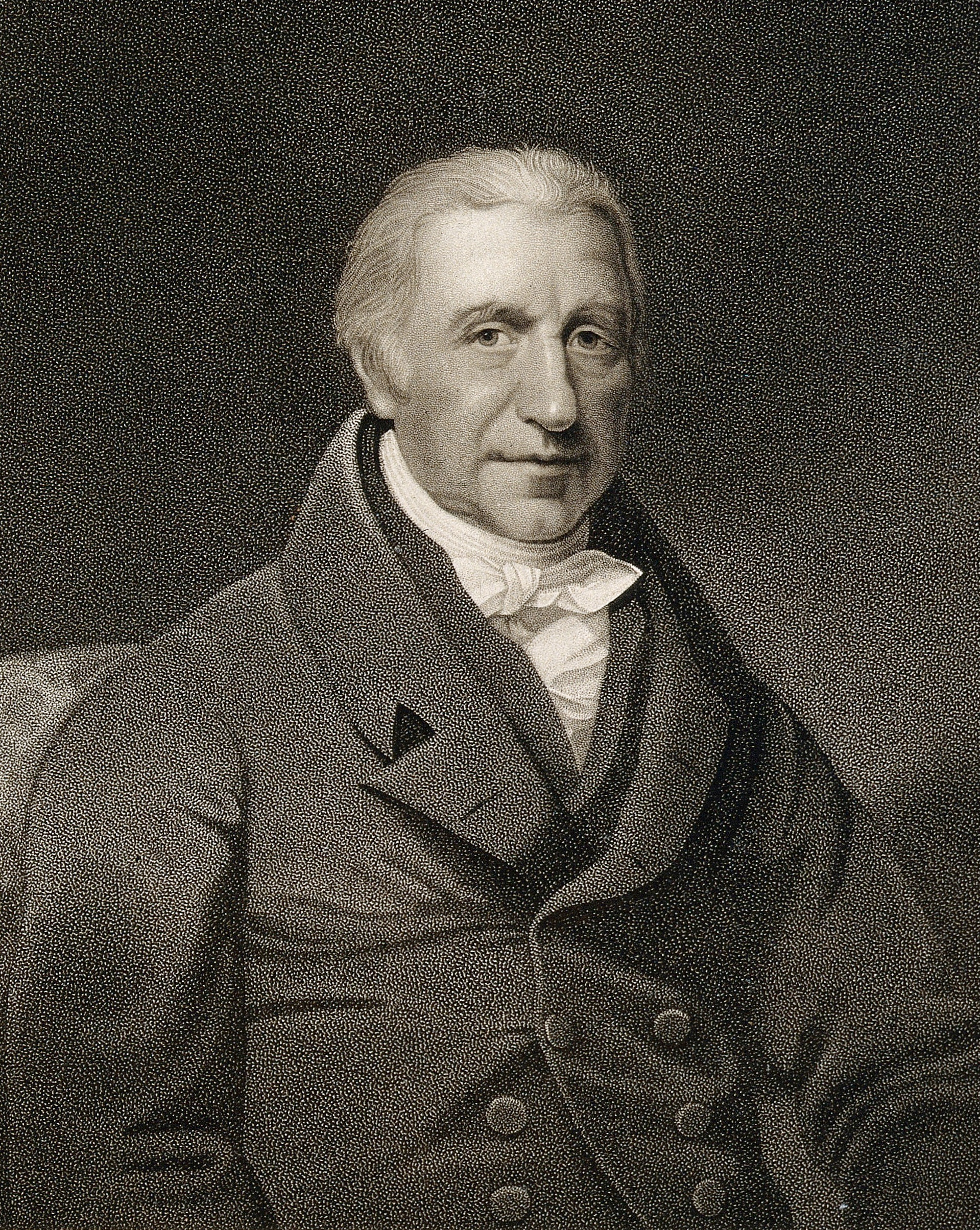
William Babington par William Thomas Fry.

Edwin Babington (né en 1585) est fait prisonnier lors de la Rébellion irlandaise de 1641 et témoigne devant la Commission d'enquête. Il épouse Francisca Cockes et a un fils, Matthew Babington (1610-1689) d'Urney et Doe Castle, déclaré hors la loi par le Parlement Patriote du roi Jacques II en 1689.
Les enfants de Matthew Babington avec Elizabeth Galbraith (décédée en 1635), fille du colonel James Galbraith, député, comprennent le capitaine William Babington d'Urney (1651-1702), un capitaine dans la garnison de Derry pendant le siège de Derry en 1689 et apparaît dans la peinture de George Frederick Folingsby 'Le soulagement de Derry' , dont descendent les Babington de Greenfort et le capitaine Richard Babington de Mullagh (1659-1749) qui épousa Isabella Wray, fille de William Wray (fils de Henry Wray et Elizabeth Gore) et Angel Galbraith. Il est capitaine de dragons dans l'armée irlandaise de Guillaume III d'Angleterre et combat à la Bataille de la Boyne.
William Babington est un petit-fils du capitaine Richard Babington de Mullagh, lui-même médecin et minéralogiste. Ses contributions en font un membre fondateur de la Société géologique de Londres. Il en est [président de 1822 à 1824. Babington est le conservateur de la collection de minéraux appartenant à John Stuart (3e comte de Bute). Les héritiers vendent la collection à Babington à la mort du comte.
Le minéral Babingtonite porte son nom.
Benjamin Guy Babington, fils de William Babington, est médecin et épidémiologiste, et, en 1850, il est élu président fondateur de la Société épidémiologique de Londres.
Les petits-enfants de Benjamin Guy Babington sont Anna Maria Babington, fondatrice du salon de thé Babington en 1893, et Colville Burroughs Babington émigré en Argentine en 1889, le grand-père de Carlos Babington.

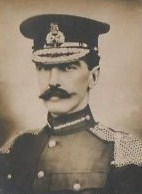
Le lieutenant-général Sir James Melville Babington pendant la seconde guerre des Boers.

Le Lieutenant-général James Melville Babington, fils du lieutenant-colonel William Babington (arrière-arrière-petit-fils du capitaine Richard Babington de Mullagh), commande la 1re brigade de cavalerie en tant que major général pendant la seconde guerre des Boers et commande la 23e Division pendant la Première Guerre mondiale, est utilisé par Les Beatles comme fiction "Sgt. Pepper" pour l'album "Svt. Pepper's Lonely Heart's Club Band "en 1967 .
Charles Hagart Babington (1859-1951), arrière-arrière-petit-fils du capitaine Richard Babington de Mullagh, président de l'Institute of Brewing and Distilling en 1904, est le père de du maréchal John Tremayne Babington et du Maréchal Philip Babington, qui sont en même temps Air Council pendant la Deuxième Guerre mondiale.
Les membres politiquement actifs de cette branche de la famille au XXe siècle comprennent sir Anthony Babington, député de deux circonscriptions de Belfast de 1925 à 1937 et Procureur général pour l'Irlande du Nord et son cousin Robert Babington, député de North Down au Parlement d'Irlande du Nord de 1969 à 1972.
En plus de servir en politique, Robert Babington reçoit la  Distinguished Service Cross pendant la Seconde Guerre mondiale et combat dans la Bataille de Crète avec la Royal Navy
Richard Babington, le fils du révérend Richard Babington (1837-1893) et le petit-fils du révérend Hume Babington (1804-1878), est le doyen de Cork de 1914 à 1951. Son fils, Richard Babington, qui vit de 1901 à 1984, est archidiacre d'Exeter de 1958 à 1970 et trésorier de la cathédrale d'Exeter de 1962 à 1970.
Anthony Babington est un autre descendant de la branche irlandaise des Babington. Il vit de 1920 à 2004. Blessé à la Bataille d'Arnhem et laissé pour mort jusqu'à ce que de légers mouvements aient été détectés, il sert dans le Régiment Dorset pendant la Seconde Guerre mondiale. Il est décoré de la croix de guerre. Babington écrit des livres sur l'armée britannique pendant la Seconde Guerre mondiale et sa capacité à surmonter ses blessures de guerre est documentée dans son autobiographie : Un voyage incertain.

## Le salon de thé Babington

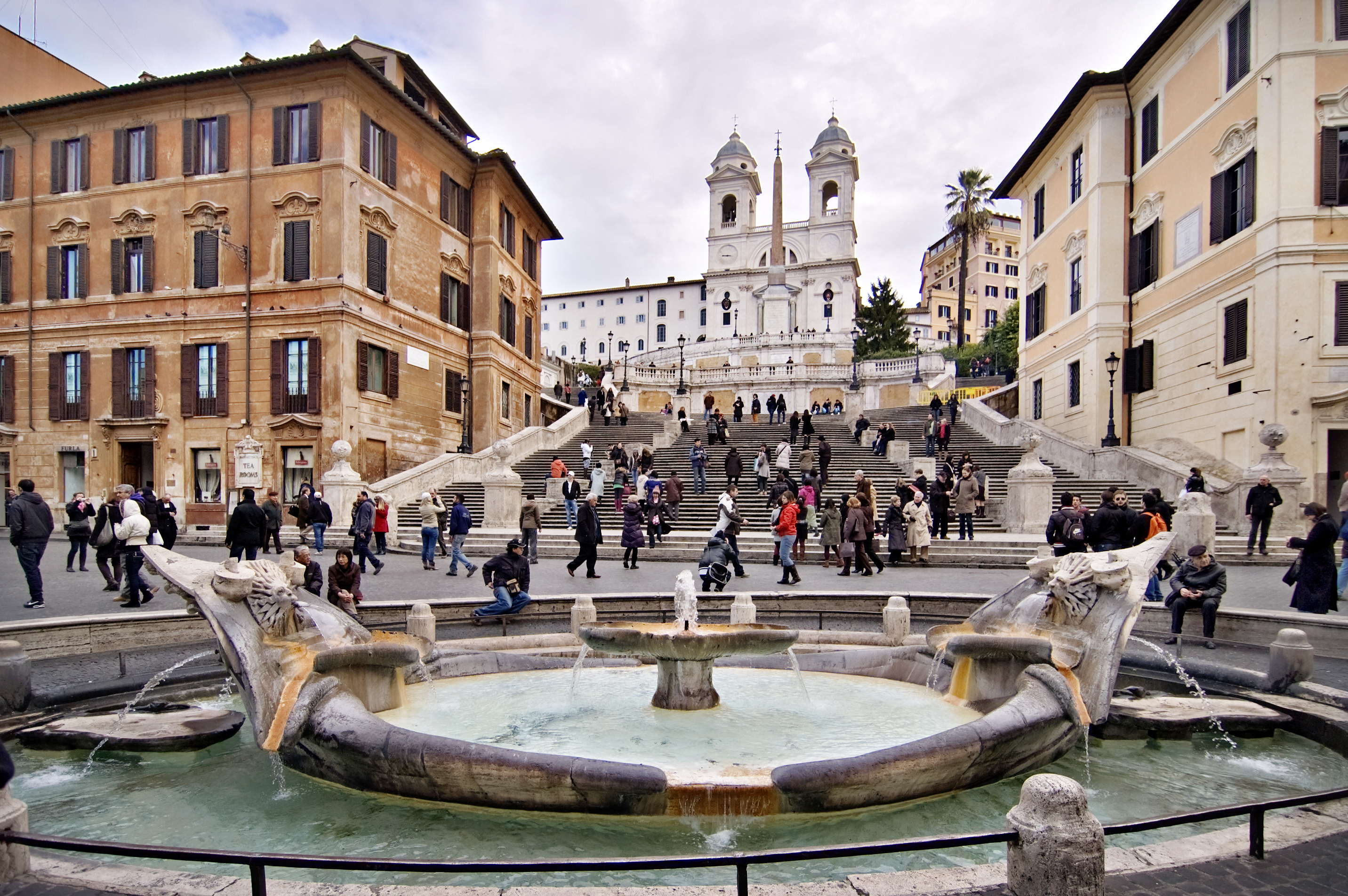
Babington's tea room, à gauche de la place d'Espagne à Rome.

Le salon de thé Babington est fondé en 1893 par Isabel Cargill et Anne Marie Babington pour créer un salon de thé anglais traditionnel destiné aux expatriés anglais vivant à Rome. Ce salon a survécu à deux guerres mondiales, à l'avènement des fast foods et à diverses crises économiques. Il est un lieu de rencontre favori des écrivains, des acteurs, des artistes et des personnalités politiques.

## Babingtonite

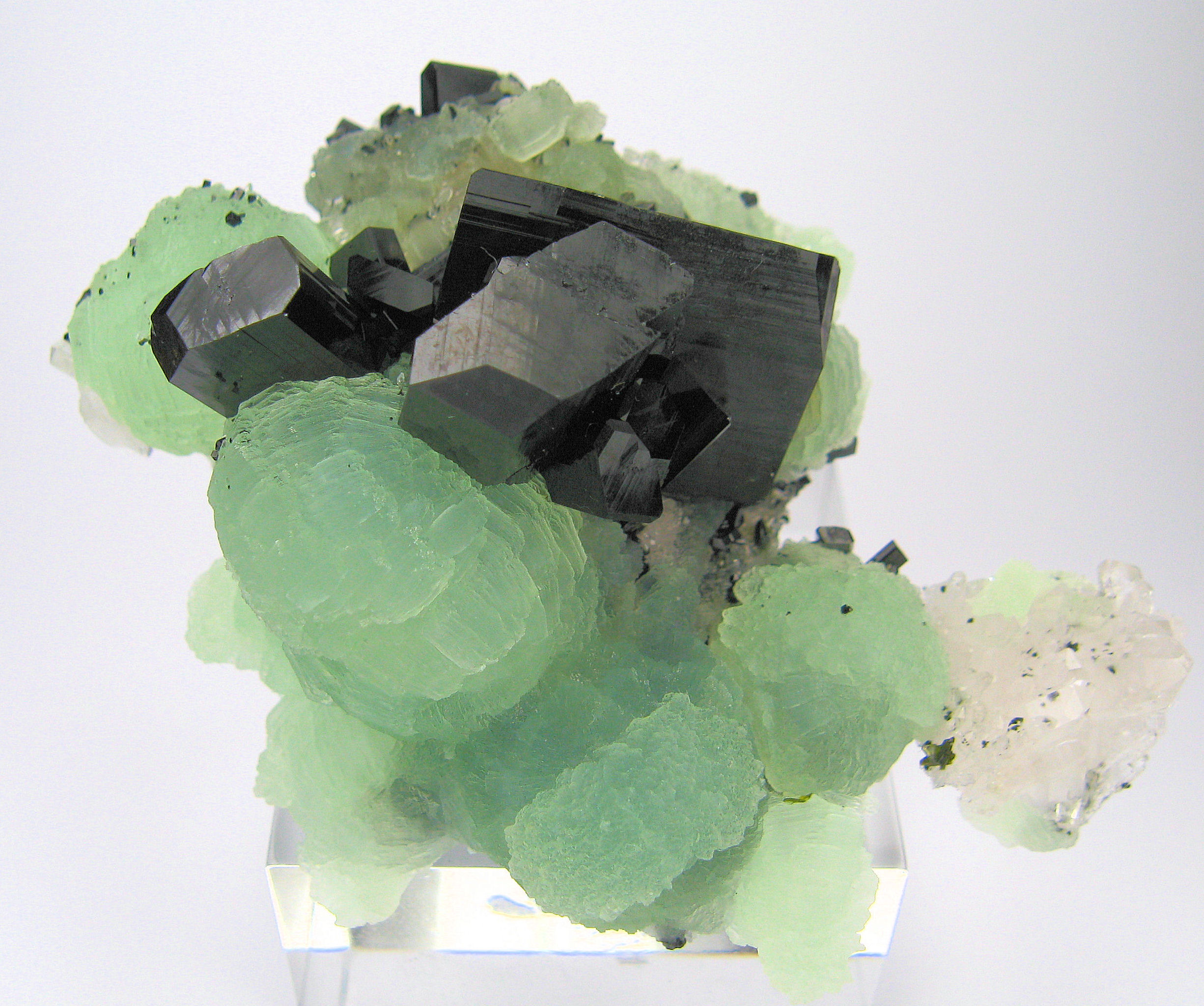
Triclinic crystals de babingtonite avec prehnite, de Qiaojia, Qiaojia Co., Zhaotong, Yunnan, Chine (taille: 71 mm x 55 mm, 71 g).

La Babingtonite a pris le nom de William Babington (1757-1833). C'est le minéral officiel (emblème minéral) des symboles d'état du Massachusetts.

## Personnalités
- Anthony Babington (1561–1586), de la noblesse anglaise, partie prenante dans le Babington Plot contre Elizabeth I.
- Sir Anthony Babington (1476–1536), député de Nottingham.
- Sir Anthony Babington (1877–1972), homme politique d'Irlande du Nord, homme de loi.
- Benjamin Guy Babington (1794–1866), médecin anglais, épidémiologiste.
- Brutus Babington (1558–1611), évêque de Derry.
- Cardale Babington (1808–1895), botaniste et archéologue anglais.
- Churchill Babington (1821–1889), archéologue et savant anglais.
- Ellen Babington (1877–1956), archer olympique britannique en 1908.
- Francis Babington (mort en 1569), administrateur anglais.
- Gervase Babington (1550–1610), évêque d'Exeter et Worcester.
- Sir James Melville Babington (1854–1936), commandant pendant la guerre des Boer.
- Sir John Tremayne Babington (1891–1979), maréchal britannique.
- Sir Philip Babington (1894–1965), maréchal britannique.
- R. B. Babington (1869-1935), homme d'affaires américain, pionnier des télécommunications, banquier, et échevin de Gastonia, Caroline du Nord.
- Robert Babington (1920–2010), homme politique d'Irlande du Nord, homme de loi.
- Thomas Babington (1758–1837), philanthrope et homme politique anglais.
- William Babington (academic), Vice-Chancelier de l'université d'Oxford, 1441–1443.
- Sir William Babington (justice) (c. 1370–1454), homme de loi et juge.
- William Babington (médecin) (1756–1833), médecin et minéralogiste.
- Zachary Babington (mort en 1745), High Sheriff du Staffordshire
- Matthew Babington (1612–1669), député du Leicestershire en 1660
- Sir Henry Babington Smith (1863–1923), civil servant, dont le père Archibald Smith s'est marié avec la fille de James Parker et Mary Babington.
- Constance Babington Smith (1912–2000), journaliste et écrivain.
- Michael Babington Smith (1901–1984), banquier, directeur de la Banque d'Angleterre.
- Anthony Babington Wilson, homme d'affaires, artiste.
- Sir John Babington of Dethick, mort au combat pour Richard III à la bataille de Bosworth.
- John Babington (mathématicien), mathématicien et soldat.
- Richard Babington (Dean of Cork), doyen de Cork de 1914 à 1951.
- Richard Babington (Archdeacon of Exeter), archevêque d'Exeter de 1958 à 1970.
- Philip Babington, Gouverneur de Berwick-upon-Tweed de 1689 à 1690.
- Anthony Babington, croix de guerre auteur, juge, historien.
- Carlos Babington, attaquant de l'équipe nationale de football d'Argentine lors de la coupe du monde de football de 1974.

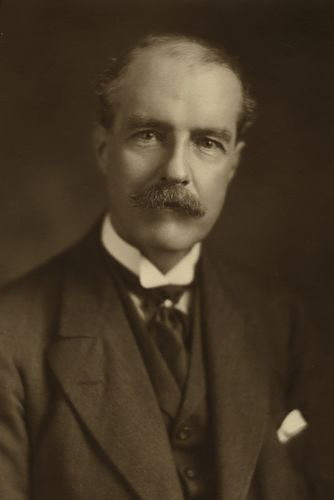
Sir Henry Babington Smith
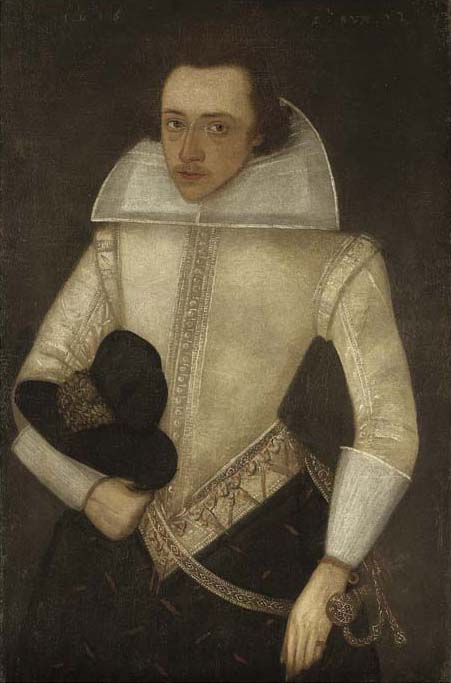
Anthony Babington
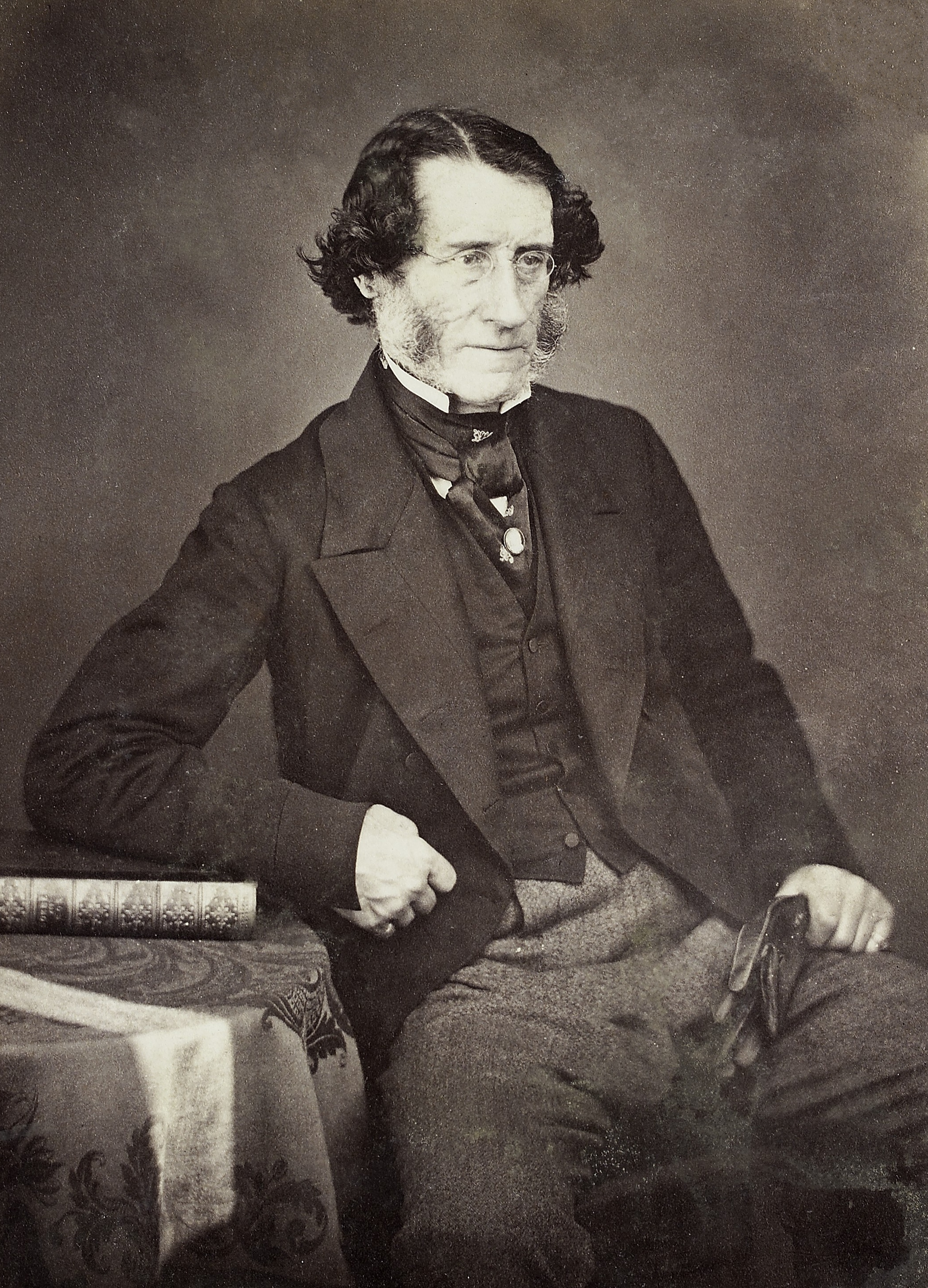
Benjamin Guy Babington
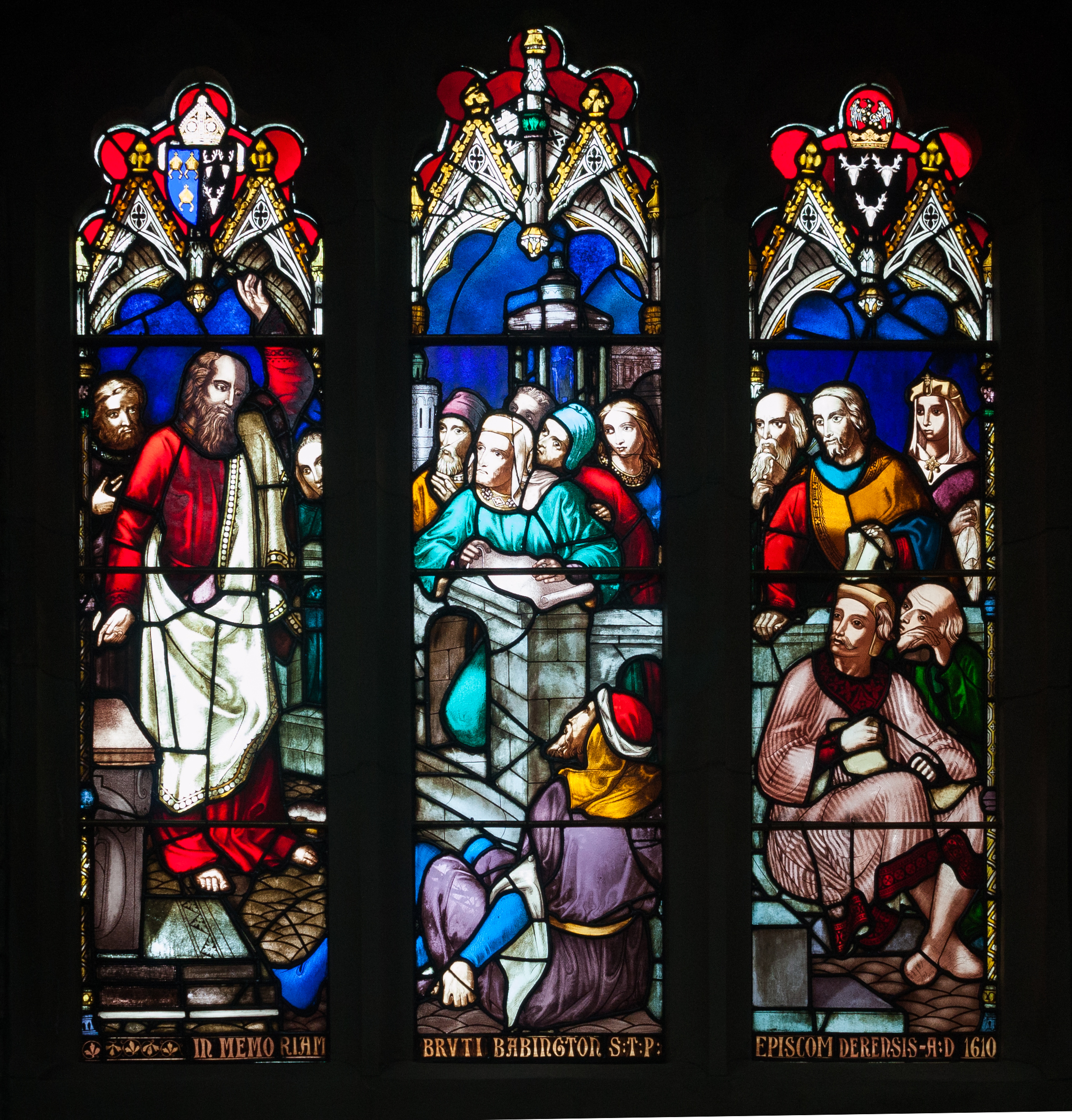
Brutus Babington
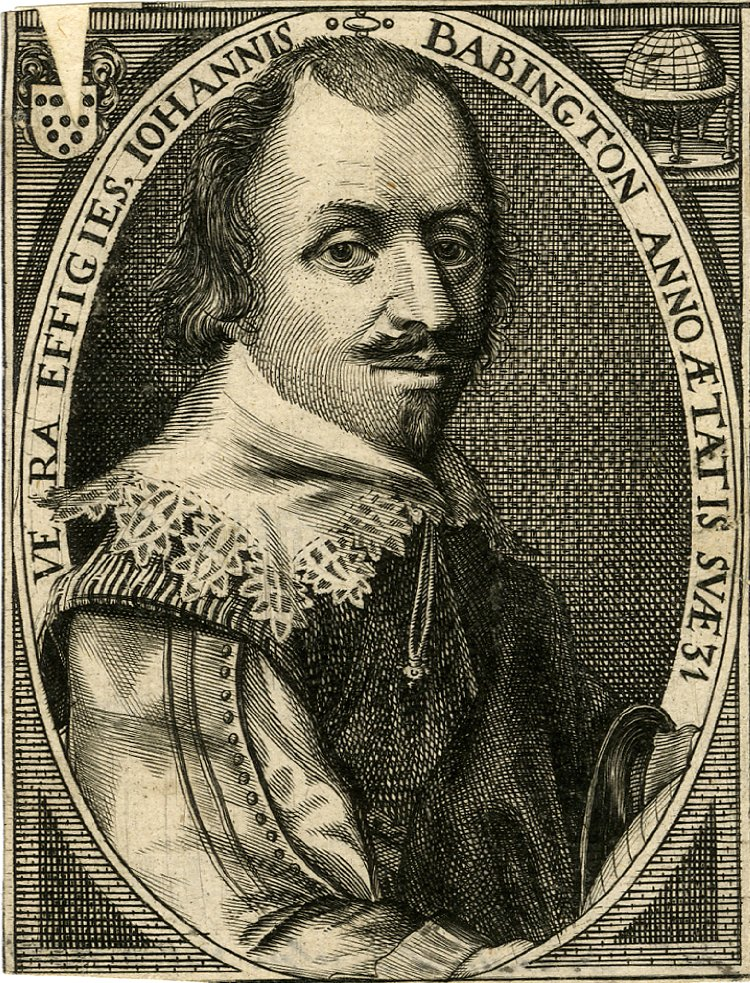
John Babington
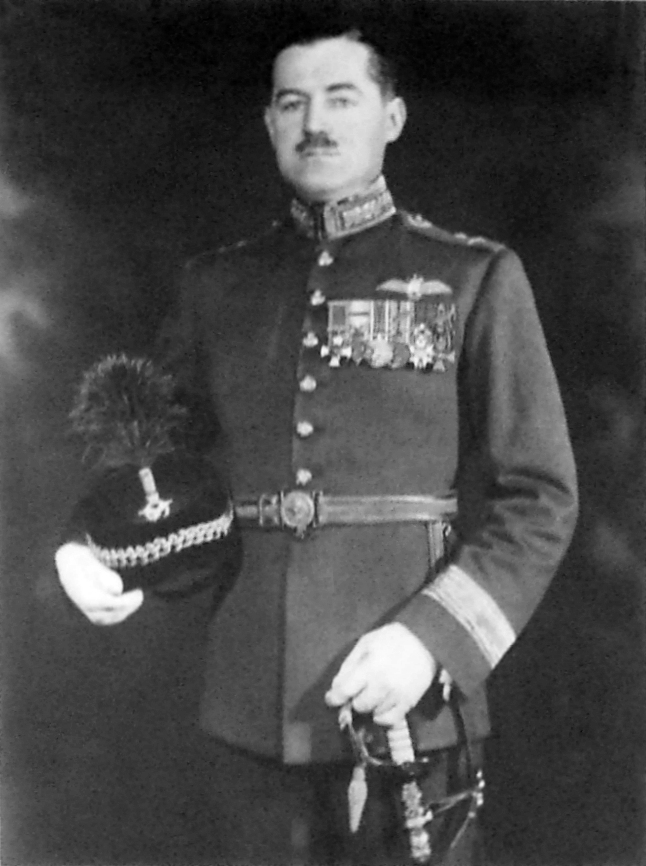
Air marshal Sir John Tremayne Babington
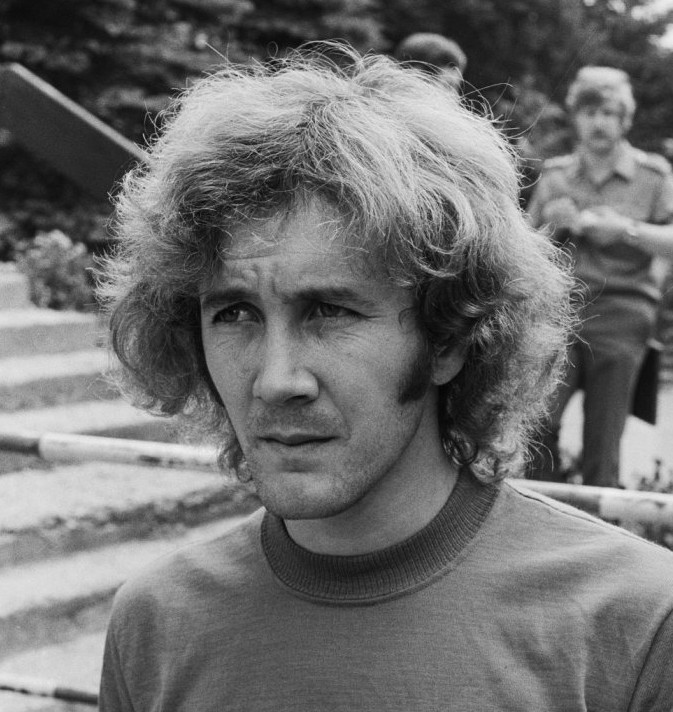
Carlos Babington